# Ґлухувек (Лодзинське воєводство)
Ґлухувек (пол. Głuchówek) — село в Польщі, у гміні Рава-Мазовецька Равського повіту Лодзинського воєводства.
Населення — 230 осіб (2011).
У 1975-1998 роках село належало до Скерневицького воєводства.

## Демографія
Демографічна структура станом на 31 березня 2011 року:
|          | Загалом | Допрацездатний вік | Працездатний вік | Постпрацездатний вік |
| -------- | ------- | ------------------ | ---------------- | -------------------- |
| Чоловіки | 105     | 19                 | 81               | 5                    |
| Жінки    | 125     | 34                 | 70               | 21                   |
| Разом    | 230     | 53                 | 151              | 26                   |